# وزارة عبد الخالق ثروت
وزارة عبد الخالق ثروت هي حكومة شُكلت في أول مارس 1922 عهد السلطان (الملك) فؤاد الأول بعد تصريح 28 فبراير.

## أعضاء الحكومة
- عبد الخالق ثروت؛ رئيس الوزارة ووزير الداخلية والخارجية.
- إسماعيل صدقي؛ وزارة المالية.
- إبراهيم فتحي؛ وزارة الحربية والبحرية.
- جعفر ولي؛ وزارة الأوقاف.
- مصطفى ماهر؛ وزارة المعارف العُمومية.
- محمد شكري؛ وزارة الزراعة.
- مصطفى فتحي؛ وزارة الحقانية.
- حسين واصف؛ وزارة الأشغال العُمومية.